# Lodron

Stammwappen derer von Lodron

Lodron ist der Name einer ursprünglich italienischen Adelsfamilie aus dem Trentino, die im 16. und 17. Jahrhundert auch im deutschen Sprachraum Fuß fasste.

## Allgemeines und älteste Zeit
Die Lodron stammen aus einem Gebiet nördlich des Idrosees in Judikarien. Ein Dokument von 1086 erwähnt ein Schloss, das man eventuell mit Santa Barbara di Lodrone identifizieren kann. Der Geschlechtsname „Lodron“ ist auch im Namen der Ortschaft Lodrone im Chiesetal enthalten; er fand um 1086 seine erste Erwähnung, ist aber vermutlich um einiges älter. Die Grafschaft Lodron nahm das obere Chiesetal nördlich des Idrosees, somit die Südspitze Judikariens (heute die südwestliche Spitze des Trentino), ein und bestand, mit einer Unterbrechung durch die napoleonische Zeit, bis 1826.
Die erste Erwähnung der Lodron stammt vom 7. August 1124, damals werden sie als Ministerialen von Storo benannt. 1185 wird ein Calapino von Lodron als Vasall (miles) des Heinrich von Eppan genannt; er erhielt von diesem Lehen in Judikarien. 1189 wird in seinem Nachlass Bondone erwähnt, wo er wahrscheinlich das Castello San Giovanni auf einem Felssporn errichten ließ.
Als Lehensträger des Fürstbischofs von Trient konnten die Lodron ihre Herrschaft im Chiesetal ausbauen; Fürstbischof Konrad II. de Beseno belehnte sie beispielsweise mit dem Schloss Lodron bei Trono. 1350 wird von ihnen das Schloss Castelromano erworben.
Im Jahr 1361 spalteten sich die Lodron durch einen Güterteilungsvertrag, den Albrigino I. und dessen Neffen Parisino II., Antonio und Pietrozotino miteinander schlossen, in zwei Linien: Die Lodron auf Castel Romano und die Lodron auf Castel Lodron.

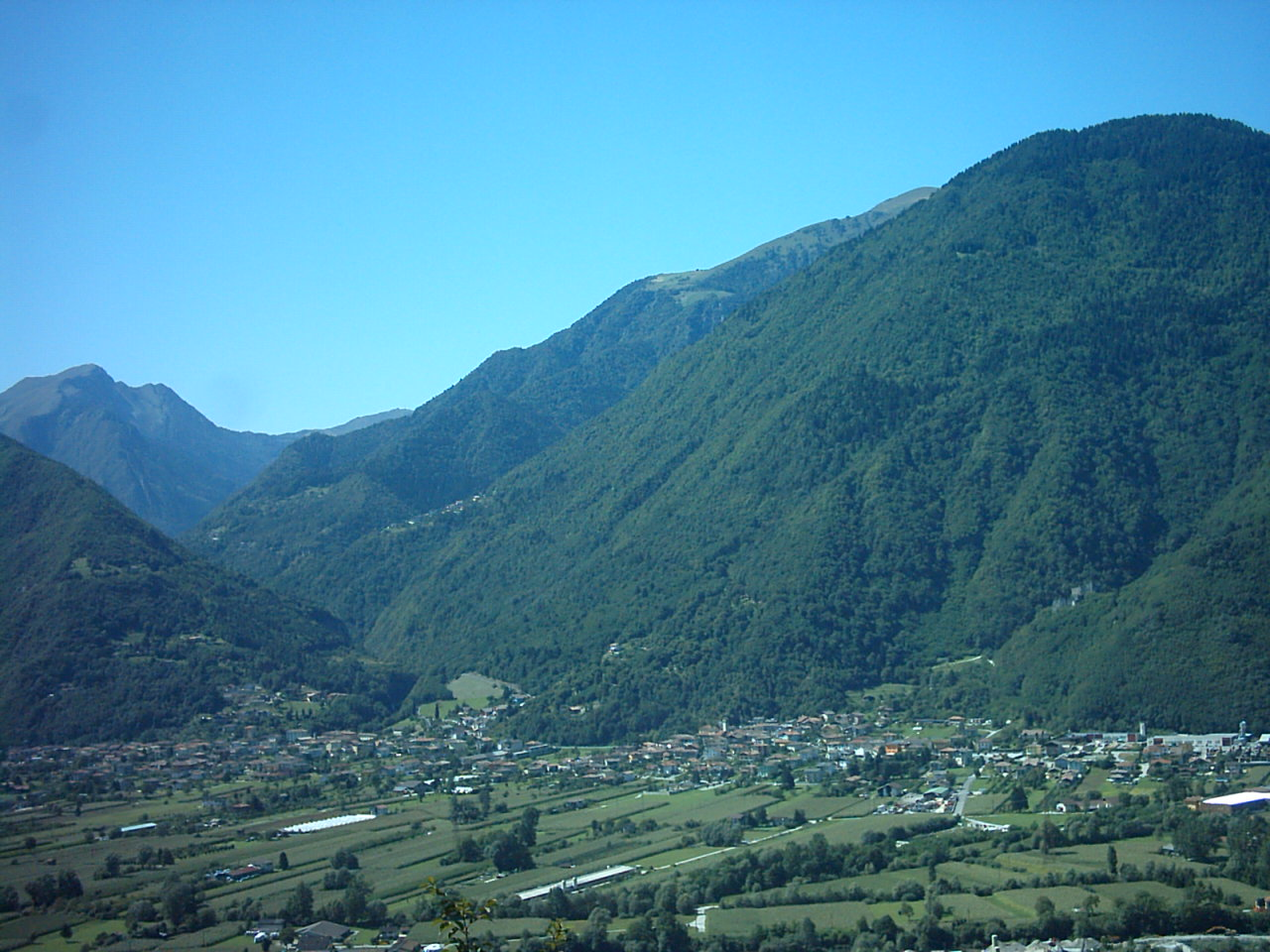
Lodrone
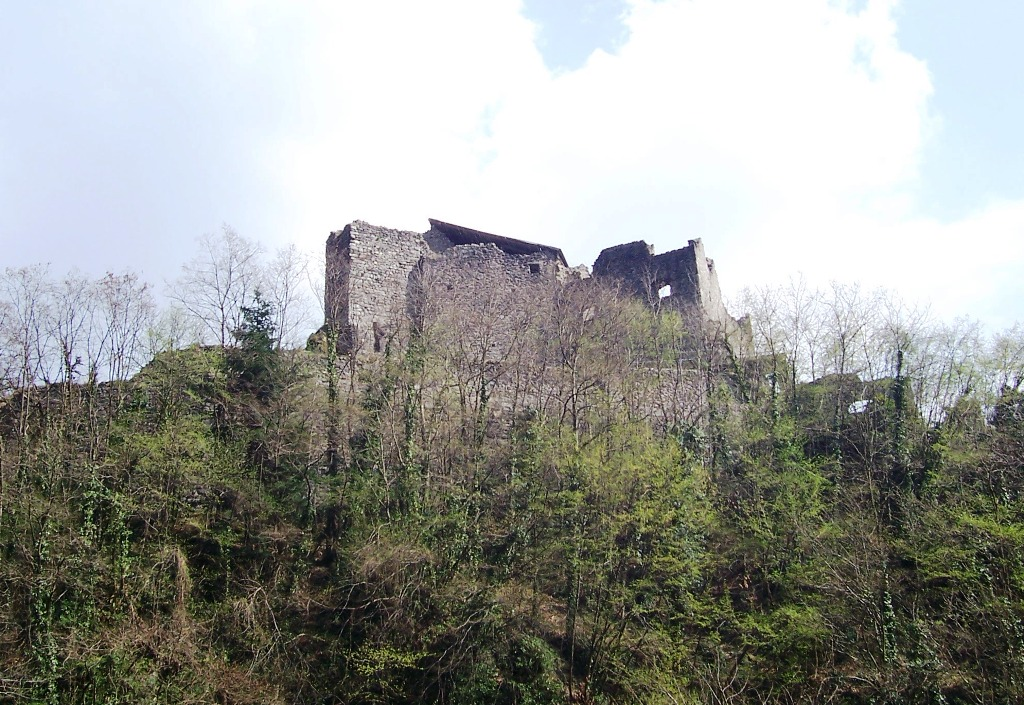
Castello Santa Barbara über Lodrone
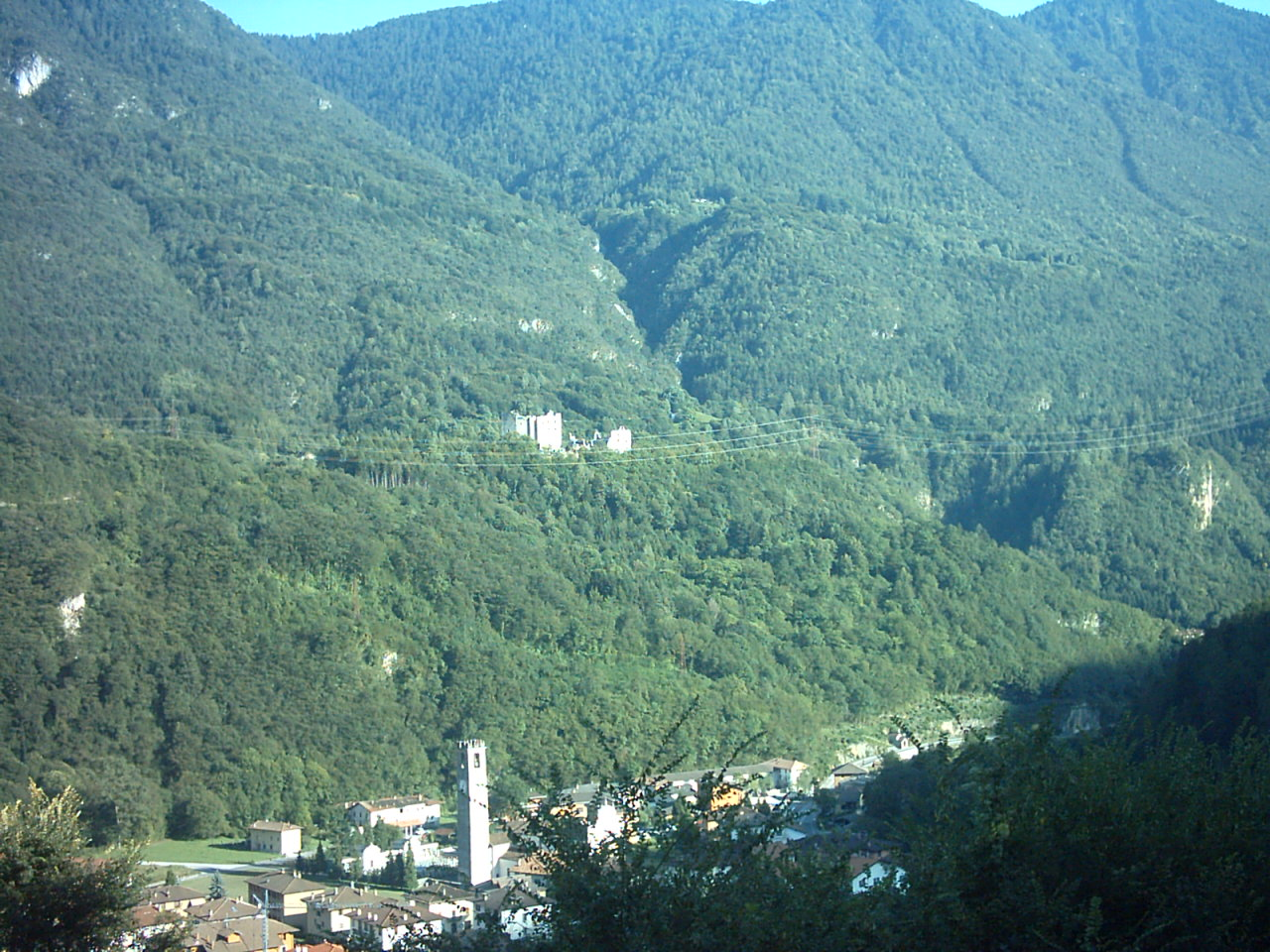
Castel Romano in Lodrone
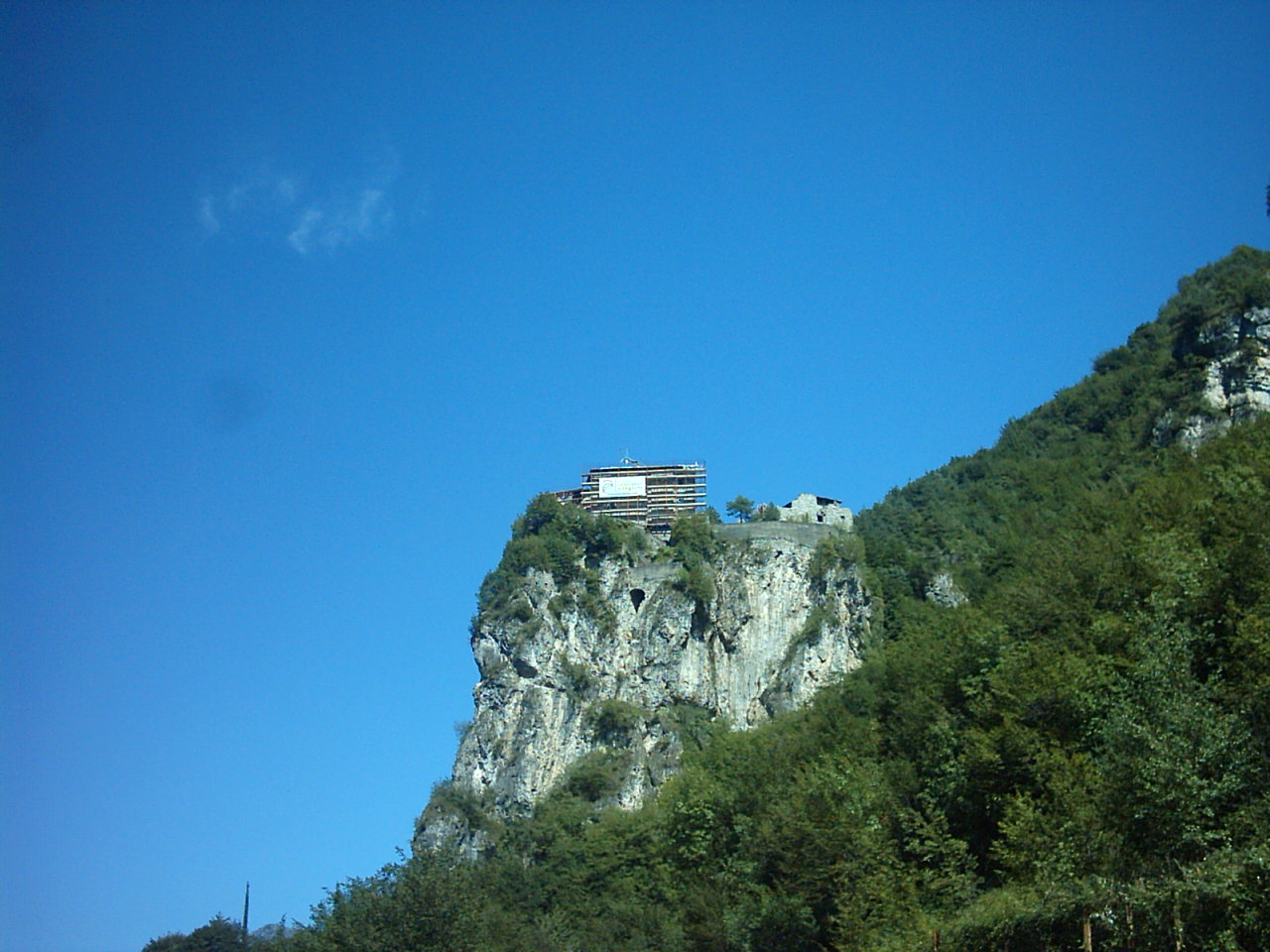
Castello San Giovanni in Bondone

Im 15. Jahrhundert erlebte die Familie unter Paris „dem Großen“ († 1439; Sohn von Pietro Ottone (Pietrozotto) „il Pernusperto“) und seinen beiden Söhnen Giorgio (1400–1461) und Pietro († 1485), durch geschickte Allianzen, harte, aber effiziente Verwaltung ihrer Besitzungen und militärische Erfolge als Heerführer in fremden Diensten einen enormen Aufschwung. Die beiden Söhne wurden im Jahr 1452 von Kaiser Friedrich III. in den Reichsgrafenstand des Heiligen Römischen Reiches, Castell-Romano und Lodron zu Reichsgrafschaften erhoben.
1456 beauftragte der Trienter Fürstbischof Georg Hack von Themeswald (1446–1465) die Brüder, den Grafen von Castelbarco, die den Fürstbischof nicht als Lehensherrn anerkennen wollten, die Burgen Castelnuovo, Castellano, Nomi und Castelcorno abzunehmen. Nach langem und schließlich erfolgreichem Kampf erhielten die Lodron 1486 zum Lohn Castelnuovo und Castellano als Lehen.
Damit teilten sich die Lodron neuerlich in zwei Linien: Die Linie Giorgios in Castel Lodron, die Pietros im Lagertal, in Castelnuovo-Castellano (Burg Noarna und Castello di Castellano).

## Wappen
| Wappen von Lodron | Blasonierung: „In Rot ein silberner Löwe vorwärtssehend. Auf dem Helm der Löwe wachsend. Decken: rot und silber.“ |
| Wappen von Lodron | Wappenbegründung: Stammwappen derer von Lodron. Das Wappen zeigt in Rot einen silbernen Löwen vorwärtssehend. Dass der Löwe den Schweif in einen Knoten gezogen haben soll, ist unwesentlich und, obwohl man heutzutage viel darauf achten will, lediglich als Spielerei zu betrachten, dagegen kann das vorwärtsgekehrte Gesicht des Löwen billig als Bei- oder Unterscheidungszeichen von ähnlichen Wappen genommen werden. Auf dem Helm der Löwe wachsend. Decken: rot und silber. |

## Die Linie von Vallagarina (dem Lagertal) oder von Castelnuovo-Castellano

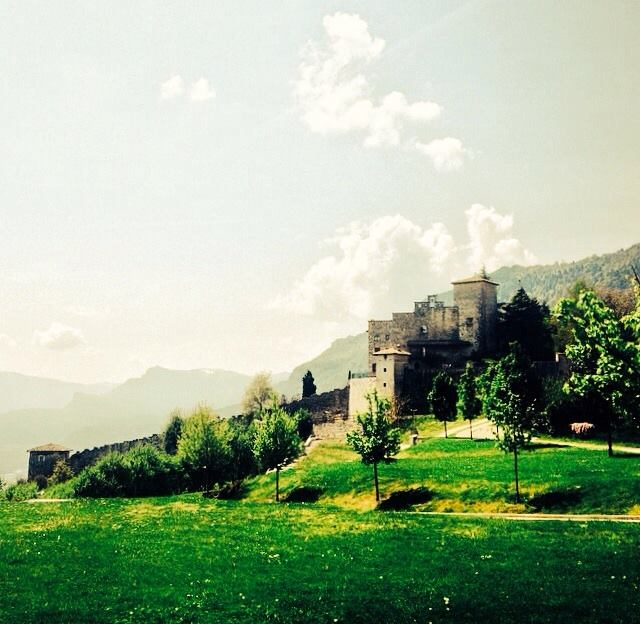
Schloss Castellano im Lagertal

Von diesen beiden war die jüngere, die Pietros, von Castelnuovo und Castellano im Lagertal, die kurzlebigere, aber für die deutsch-österreichische Geschichte bedeutsamere, da aus ihr der Salzburger Fürsterzbischof Paris Lodron hervorging.
Pietro hatte aus seiner Ehe mit Margaretha von Nidlow (* 1381) u. a. die Kinder Georg (* 1405), Paris IV. (* 1407) und Martin.
Durch Paris’ Söhne August (* 1471) und Nikolaus (* 1475) verzweigte sich Linie von Castelnuovo-Castellano in die Linien von Castelnuovo und von Castellano.
Die Linie von Castellano erlosch mit Augusts jüngstem Sohn Anton Graf Lodron (1536–1615), der zuletzt Domherr in Salzburg war und dadurch geschichtlich bedeutsam wurde, dass er seinem Neffen und Patenkind Paris den Weg ebnete.
Nicolò (1475–1548), der eine Sohn Paris’ IV. (* 1407) und der Veronica Coppa (* 1433) trat die Herrschaft über Castelnuovo im Jahr 1532 an. Er heiratete in erster Ehe Gentilia Gräfin von Arco (* 1499), die ihm den Sohn Gasparo (* 1533) gebar, in zweiter Ehe Beatrice di Castellalto. Beatrice di Castellalto schenkte ihm die Kinder Susanna (* 1535) und Paride (* 1538).
Gasparo tat für Kaiser Maximilian II. als Botschafter in Spanien und in Rom Dienst. Paride kämpfte für den Kaiser als Oberst in Oberitalien und in Spanien.
Paride hatte mit Barbara von Liechtenstein-Kastelkorn den Sohn Nicolò/Nikolaus Graf Lodron (* 1549 in Castelnuovo; † 10. November 1621 in Nogaredo), kaiserlicher Obrist und Statthalter von Tirol.
Dieser baute Castel Noarna zu einer barocken Adelsresidenz aus. Er erbaute auch den 1553 erstmals erwähnten Palazzo Lodron in Nogaredo, über dessen Haupteingang in einer Nische seine (die wahrscheinlich ihn darstellende) Marmorstatue wacht.

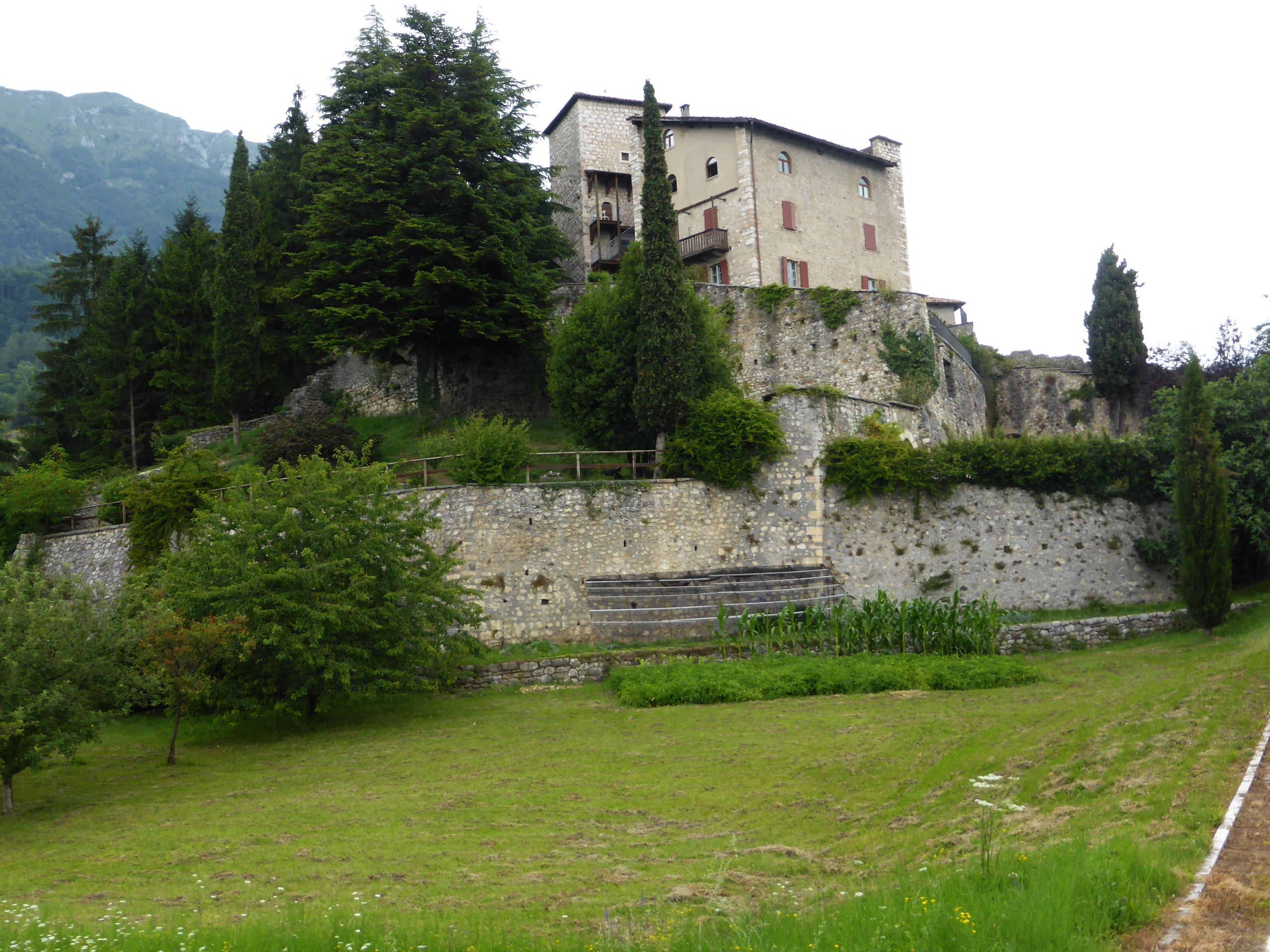
Schloss Castellano
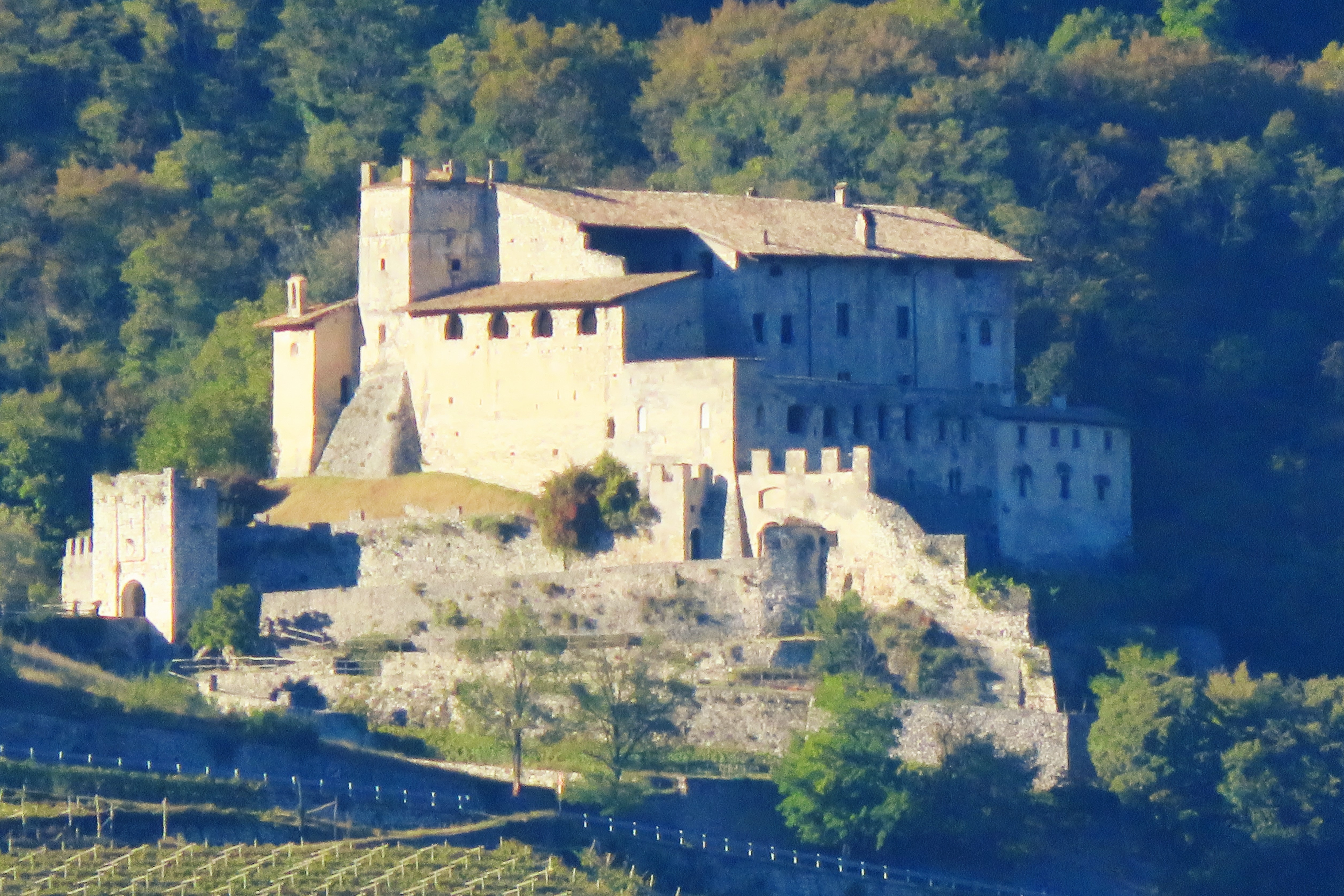
Burg Noarna (Castelnuovo), Geburtshaus des Paris von Lodron
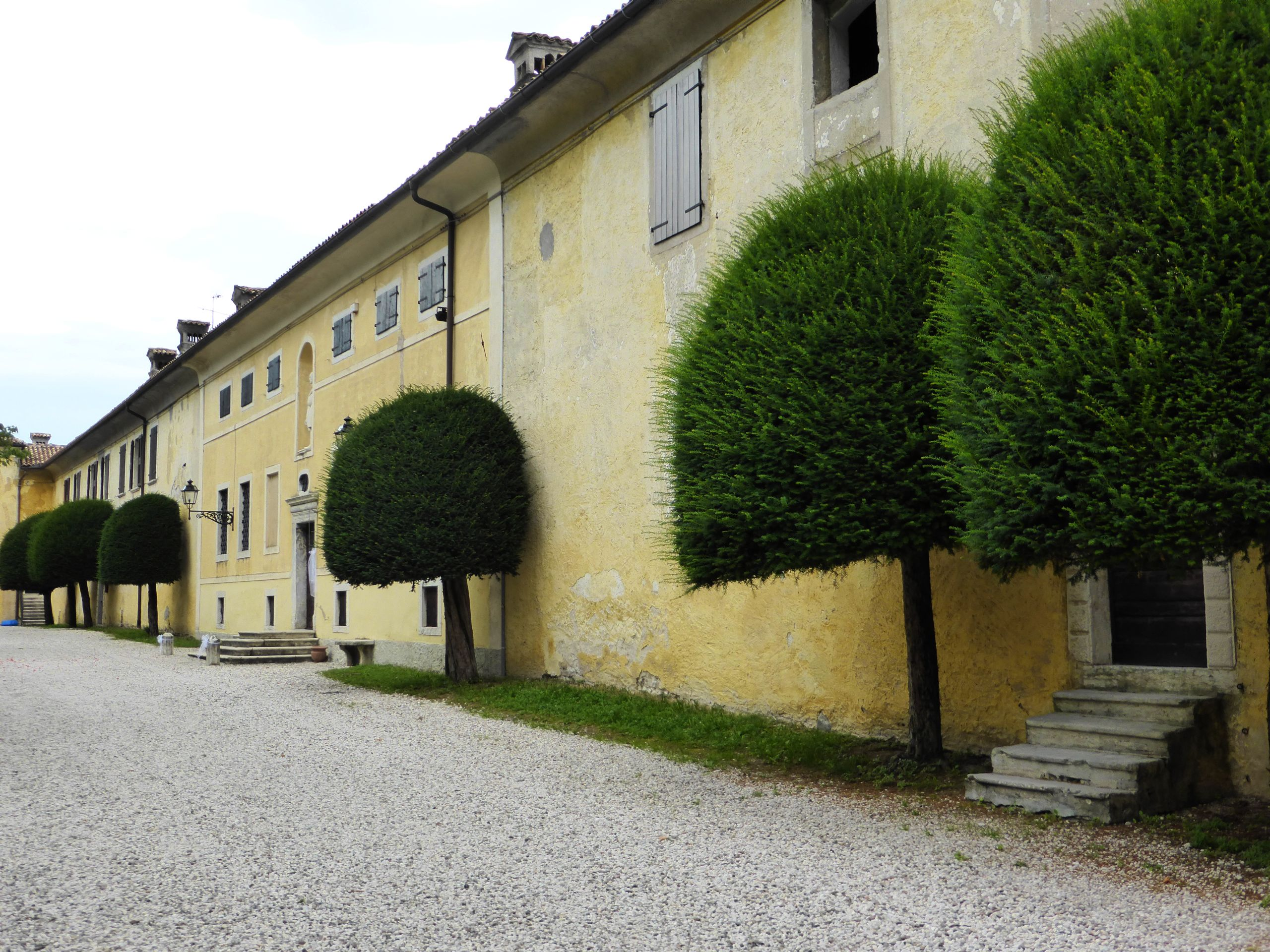
Palazzo Lodron in Nogaredo

Nikolaus heiratete am 27. Mai 1585 Dorothea von Welsperg (* 1559; † 4. November 1615). Sie hatten die Söhne Paris (* 13. Februar 1586 auf Schloss Castelnuovo di Noarna; † 15. Dezember 1653 in Salzburg), Fürsterzbischof von Salzburg, und Christoph (* 5. Juli 1588 Castelnuovo di Noarna; † 30. November 1660 Salzburg), der seinem Bruder Paris nach Salzburg folgte.
Auf Burg Noarna war einer der nachfolgenden Schlossherren Maximilian (* 1576; † 31. Mai 1635), Enkel Nikolaus Graf Lodrons, Sohn des erwähnten Gasparo und der Anna Berka, der im Jahr 1602 Sybille Fugger (1585–1663; Eltern: Georg Graf Fugger, Herr zu Nordendorf und Wörth, und Helena Freiin von Madruzzo) heiratete.

### Fürsterzbischof Paris Lodron

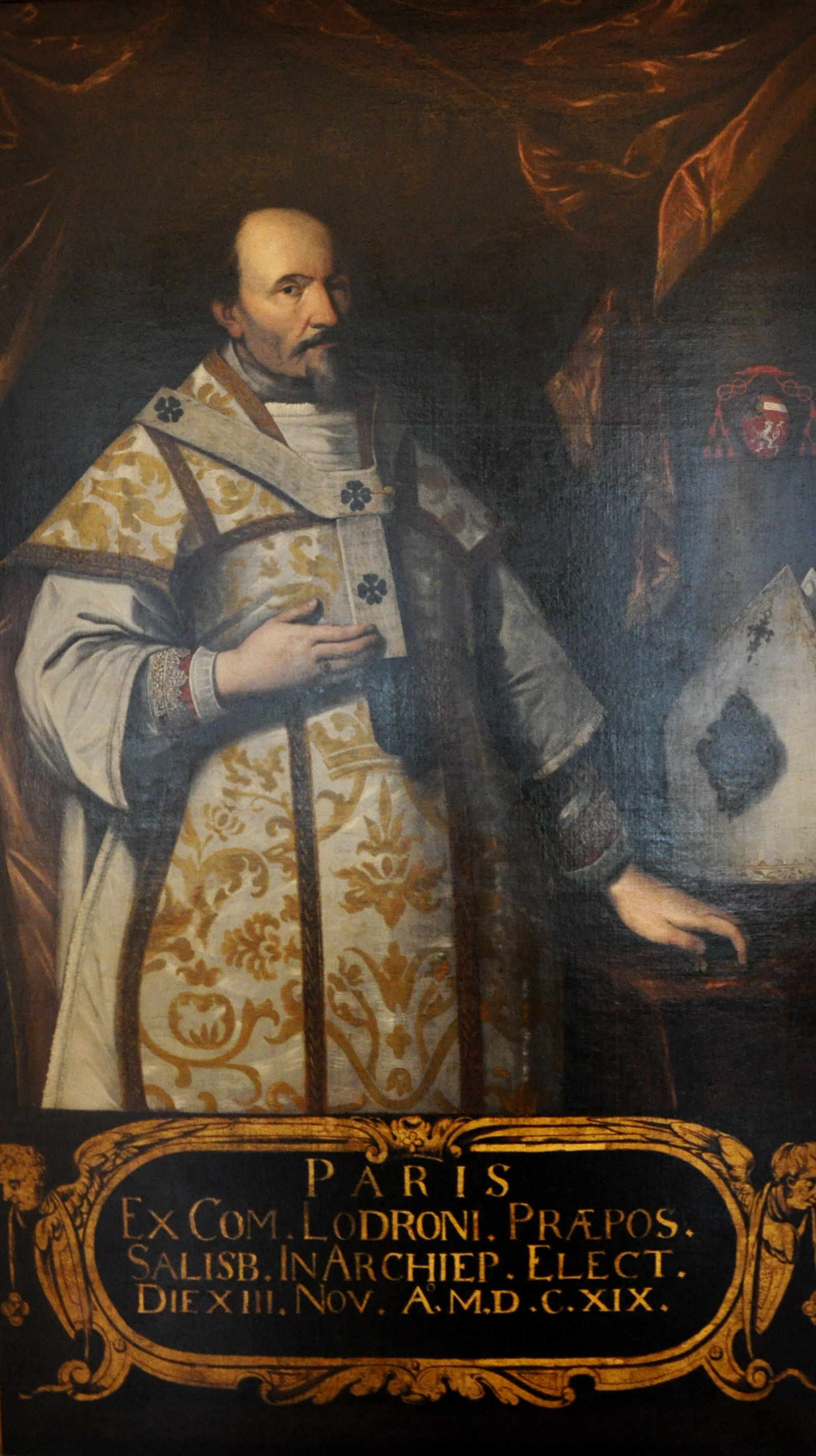
Paris von Lodron (1586–1653), Fürsterzbischof von Salzburg

Die nachhaltige Verankerung der Lodrons im deutschen Sprachraum geht auf Paris von Lodron zurück, der 1619 Fürstbischof von Salzburg wurde. Während des Dreißigjährigen Krieges (1618–1648) konnte er durch eine geschickte Politik Salzburg den Frieden bewahren. 1622 gründete er die Universität Salzburg, die heute als Paris-Lodron-Universität seinen Namen trägt.
Er sicherte seiner Familie Besitzungen und Positionen. So richtete er für seinen Bruder Christoph und dessen erstgeborenen Sohn sowie für den zweitgeborenen Sohn des Bruders je einen Fideikommiss, also einen unveräußerlichen Besitz, ein (Primogenitur und Sekundogenitur); namentlich gehörte seit 1639 die Herrschaft Gmünd zum Primogenitur-Fideikommiss und mit diesem war das Erblandmarschallamt in Salzburg verbunden. Christoph ließ das von Hans Rudolf von Raitenau erbaute Neue Schloss am Hauptplatz der Stadt Gmünd fertigstellen.

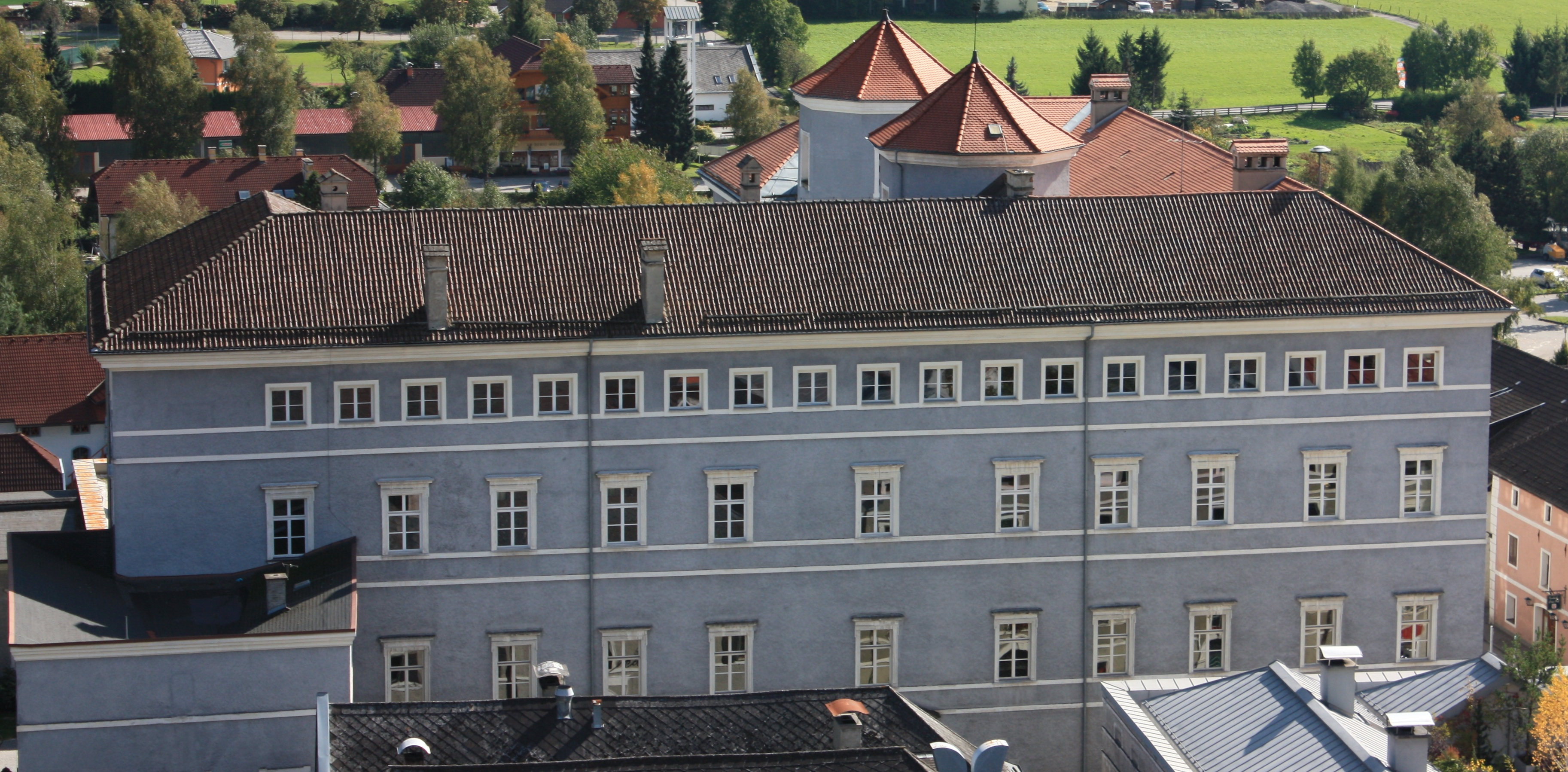
Neues Schloss in Gmünd

Zwar erlosch Christophs Linie schon mit seinen Söhnen Franz Niklas Graf zu Lodron und Paris Graf zu Lodron (* 1638 in Salzburg; † 9. Oktober 1702), die beide ohne männliche Erben blieben, doch ging der Besitz auf entferntere Linien der Lodrons über, die sich in Salzburg und Kärnten niederließen.
Als die Lagertaler Linie der Lodrons Anfang des 18. Jahrhunderts selbst auf ihrem Stammsitz in Castelnuovo ausstarb, trat die Judikarische Linie ihre Nachfolge an.
Schloss Castellano wurde 1922, Schloss Lodron in Gmünd 1932 und die Burg Noarna (Castelnuovo) 1974 verkauft, der Palazzo Lodron in Nogaredo an andere Familien vererbt.

## Die Linie von Castel Lodron
Giorgio I. Conte Lodron (* 1400 in Lodrone di Storo), erstgeborener Sohn Paris’ „des Großen“ und der Lucia Nogarola, heiratete in erster Ehe Zelmira Martinengo und in zweiter Ehe Giovanna (oder Ginevra) Avogadro. Er starb nach einem kriegerischen Leben im Jahr 1461. Seine ehelichen Söhne waren Franz (I.), Bernardin und Paris (III.).
Giorgio hatte auch einen unehelichen Sohn Marco da Caderzone (1425–1490). Dieser wirkte tatkräftig an der Eroberung des Lagertals mit; er wurde 1490, nachdem er, von seinem Halbbruder Paride Antonio Lodron verraten worden war, des Verrats an seinem fürstbischöflichen Lehnsherrn überführt und in Trient enthauptet.
Im Weiteren haben wir die Linien von Francesco (Franz) I. und von Paris III. (Parisotto Antonio Lodron, 1463–1505) zu unterscheiden.

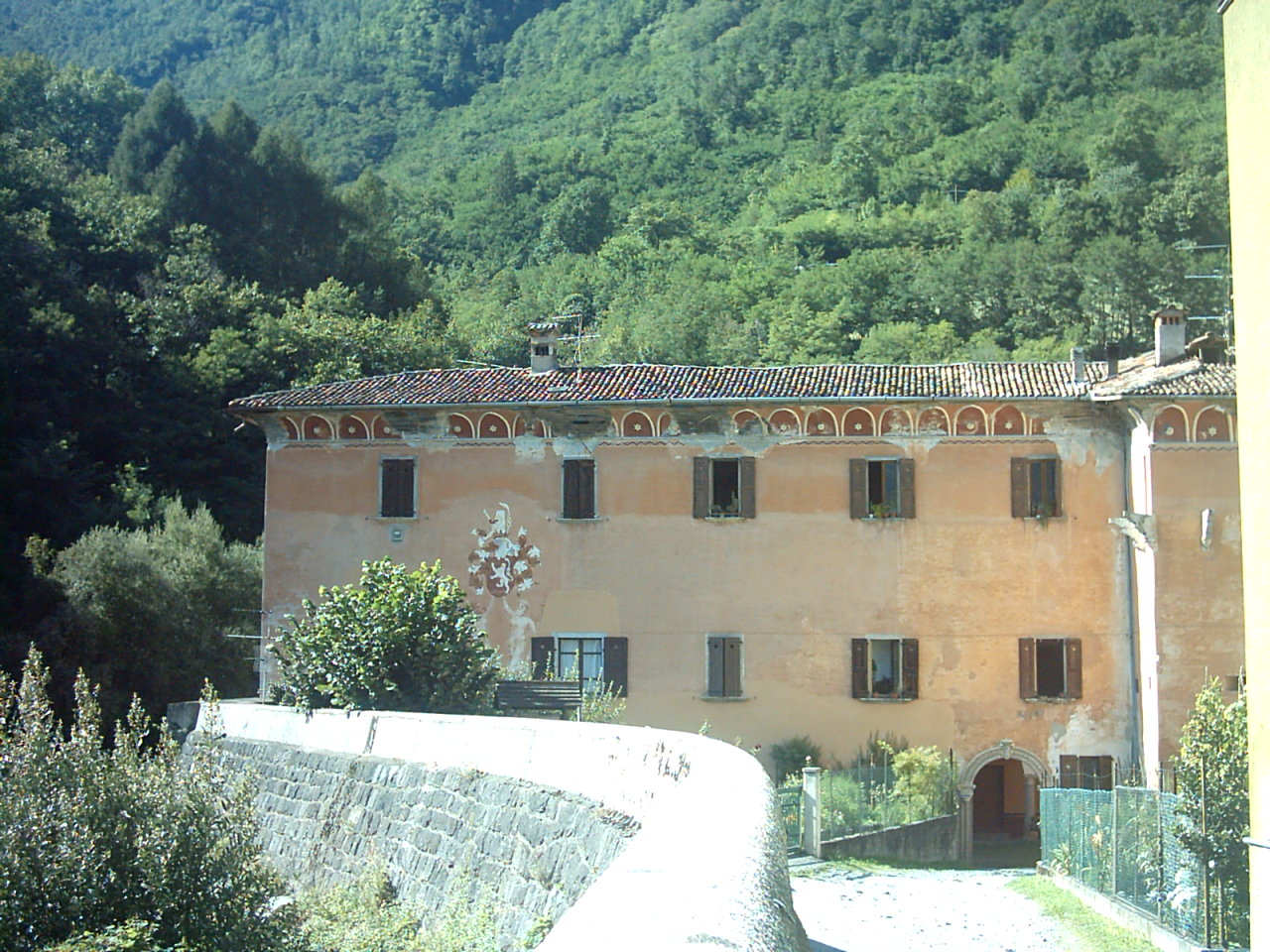
Palazzo Caffaro in Lodrone
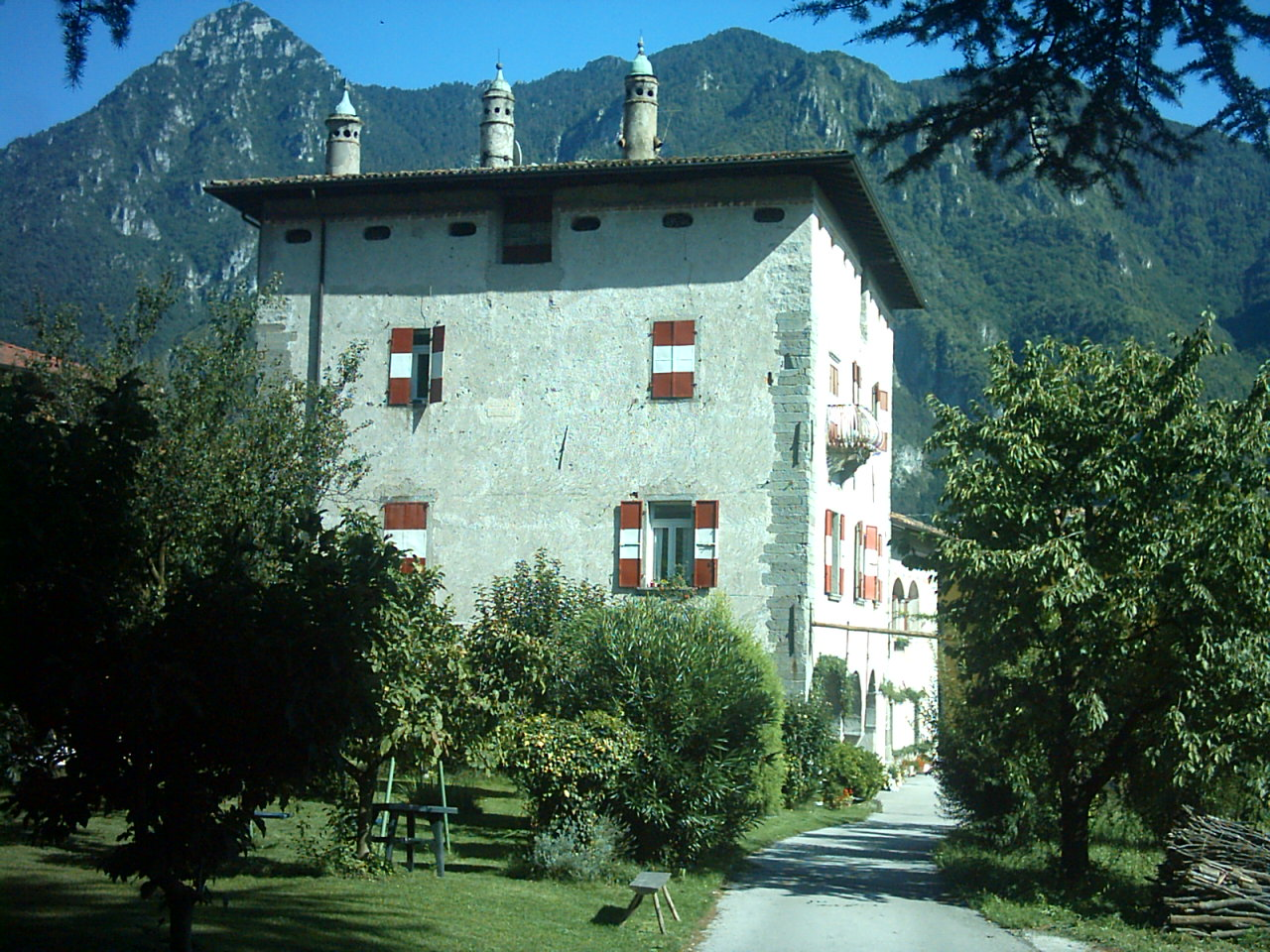
Palazzo Bavaria in Lodrone

### Die Linie von Paris III. (Parisotto Antonio)
Aus dieser Linie sei nur kurz eine Persönlichkeit erwähnt:
Ludovico Lodron (* 1484 in Lodrone di Storo; † 1538), Sohn des Grafen Parisotto Antonio Lodron (Paris III., 1463–1505) und der Maria di Brembate, widmete sein Leben dem Kriegsdienst, zumeist unter dem Banner des seiner Familie verschwägerten Georg von Frundsberg. Am 10. Oktober 1536 heiratete er in Trient Orsola Cles. 1538 wurde er von den gegnerischen Türken gefangen genommen und enthauptet, sein Haupt wurde als Trophäe nach Konstantinopel gebracht.

### Die Linie von Francesco (Franz) I.
Giorgios Sohn und Nachfolger auf Schloss Lodron war Francesco I. Conte di Lodron (1468–1505), verheiratet mit Calepina Calepini bzw. Diana di Collalto.
Von seinen fünf Söhnen sind Paris V., Nikolaus (Nicola) und Giovanni Battista von Bedeutung.
Giovanni Battista Lodron (* 1480 in Casale Monferrato; † 1555), Sohn des Francesco († nach 1506) und der Dina Collalto († 1507), war in erster Ehe mit Violante Malaspina, in zweiter Ehe mit Caterina Bianca von Stampey (1480–1550) verheiratet. Mit seinem Vetter Ludovico Lodron diente er den habsburgischen Herrschern Karl V., Ferdinand I. und Maximilian II.

#### Die Linie von Paris V.
Francescos Sohn Paride (Paris V.) Lodron (1507–1550), der in der Kirche von Lodron begraben liegt, hatte zwölf Kinder, darunter vier Söhne, die das Erwachsenenalter erreichten: Gerolamo (Hieronymus, 1553–1606), Ludovico (1553–1604), Francesco (1558–1579), und Paride (Domherr zu Trient); außerdem die Tochter Pina, die Baron Hektor (einen Nachkommen des oben gestreiften Martin) Lodron heiratete. Auf ihn geht insbesondere die Trienter Linie mit der jüngeren Salzburger Primogenitur zurück, die aus österreichischer und bayrischer Sicht interessiert.

##### Die Linie von Trient
Ludovico Lodron (* 1553; † 1604), Sohn des Paride (Paris V.), diente als Kapitän im Kampf der „Heiligen Liga“ gegen die Türken. Gemeinsam mit seinem Bruder Gerolamo nahm er an der Seeschlacht von Lepanto, an der Verteidigung von Malta (1565) und an der Eroberung von Tunis (1573) teil.
1577 heiratete er Beatrice Lodron, Tochter von Paride Lodron, dem Oberhaupt der Linie von Castelnuovo-Castellano. Wahrscheinlich in demselben Jahr gab er den Auftrag zur Errichtung des Palazzo Lodron in Trient. Er starb kinderlos. Sein Grab ist im Dom von Trient.
Das Erbe trat der älteste Sohn seines älteren Bruders Francesco (1558–1579) an, Gerolamo (1579–1639).
Auf Gerolamo folgte dessen Sohn Paride (1626–1660), der außer dem Palazzo in Trient auch die Villa di Margone besaß, ein weiteres hervorragendes Kunstdenkmal des Trentino. Diese Besitztümer erbte der Sohn Francesco Antonio (1674–1707), der Margone verkaufte und den Palazzo in Trient seinen Söhnen Paride und Girolamo Massimiliano (1711–1748) hinterließ.
In der Folge kam der Palazzo, teils durch Veräußerung, in den Besitz von Michele Giovanni Giuseppe Lodron (1708–1773), dem ältesten Sohn von Paride Lodron und Angela Malfatti, einem Domherrn zu Trient; dieser ließ den Palazzo restaurieren und erweitern.

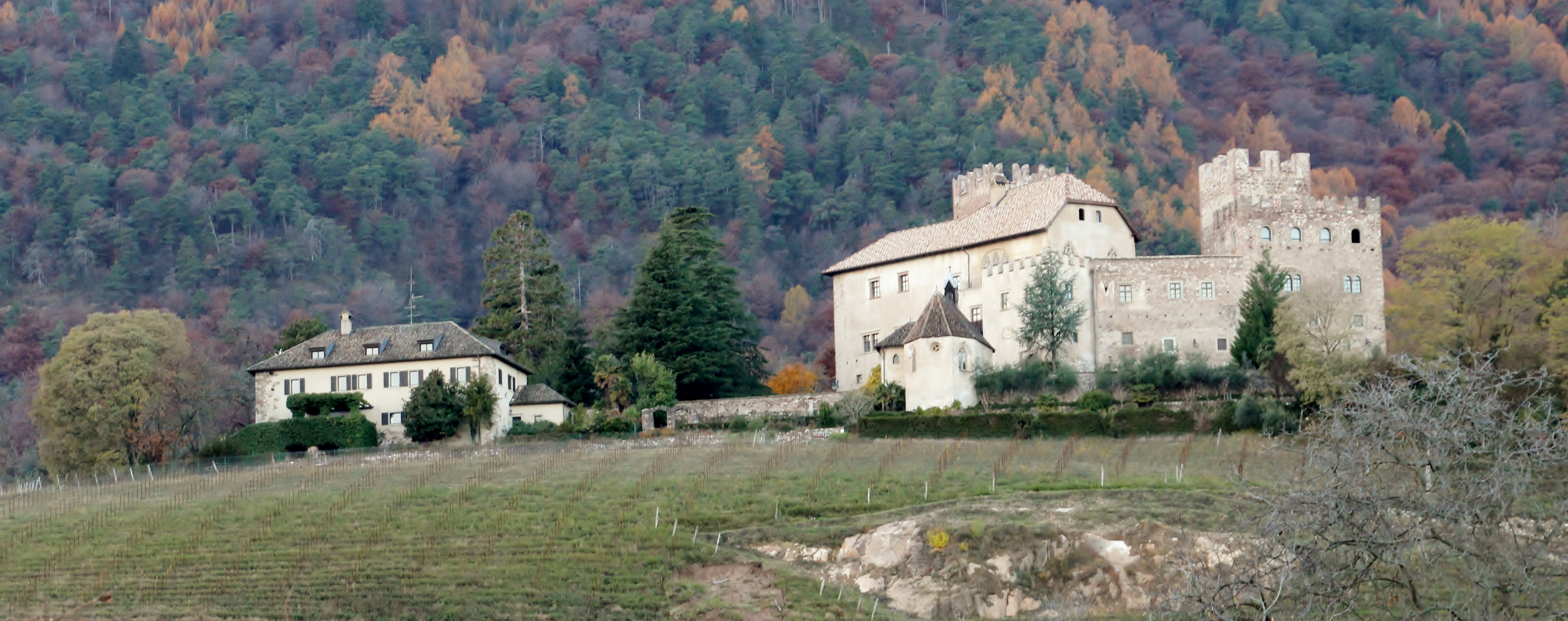
Schloss Freudenstein (Südtirol)

Am 4. Januar 1743 verzichtete Michele Giovanni Giuseppe Lodron auf all seine Güter zugunsten seines Bruders Antonio (1715–1773) und verehelichte sich auf Schloss Freudenstein mit Carolina Bellini de Fin, behielt aber zwei Räume in dem Palast, die er in der Folge seinem weiteren Bruder, dem Priester Paride überließ.
Beim Tod Antonios ging der Palazzo mit allen anderen Besitzungen der „Primogenitur von Trient“, auf dessen Sohn Paride Giuseppe Maria (1772–1842) über.
- Paride Giuseppe Maria war Ritter des Malteserordens, Rat der kaiserlichen Botschaft in Stockholm und „Savio“ der Stadtgemeinde Trient. Er ersteigerte den Palazzo Lodron in Nogaredo, um die Schulden des verstorbenen Francesco Maria Giuseppe Antonio Lodron (* 1765) zu begleichen.
- Er heiratete im Jahr 1835 Ferdinandine Gräfin von Bissingen und Nippenburg, Tochter des Grafen Ernst und der Adelheid geb. Freiin von Salis-Soglio.[19]
- Er starb am 12. Jänner 1842, vor der Geburt seines jüngeren Sohnes Ernesto Lodron (* 3. Mai 1842; † 1898).

Carlo Gaetano Lodron (* 25. Juli 1840 in Trient; † 14. Dezember 1918 in Gmünd), der ältere Sohn des Paride Giuseppe Lodron und der Ferdinanda von Bissingen-Nippenburg, heiratete am 22. Mai 1865 in Wien Gräfin Antonie zu Lodron-Laterano und Castelromano (* 20. Dezember 1839 in Wien; † 26. Mai 1893 in Radegund), Tochter des Constantin Lodron (1806–1880, aus der Salzburger Promogenitur-Linie) und der Aloisia Gräfin Ugarte. Nach dem Tod seines Schwiegervaters und einem Rechtsstreit erlangte er auch die Primogenitur-Güter einschließlich des Schlosses Gmünd, wo er am 14. Dezember 1918 verschied.
Carlos Sohn Paride (* 1869; † 1925 in Gmünd) hinterließ drei Töchter, deren eine, Maria Antonietta (1904–1933), sich mit Alberich Maria Lodron (* 1895) aus der Sekundogenitur-Linie verehelichte.

##### Die jüngere Primogenitur-Linie Lodron-Laterano
Pierer gliederte im Jahr 1857 die Linie Lodron-Laterano wie folgt:
I. Primogenitur Majorat. […] Der Besitz umfaßt die Herrschaften Castellano u. Castelnuovo in Welsch-Tyrol, die Herrschaften Gmünd, Sommeregg u. Rauchenkatsch in Kärnten. 
A) Primogenitur-Majoratslinie: 
a) Erster Ast, die Primogenitur […].
b) Zweiter Ast, die Baiersche Linie, u. zwar: 
aa) die Baiersche Linie od. Lodron-Haag, […];
bb) die Pettauer Linie od. Lodron-Fürth;; Chef […] Graf Joseph (* 1766), ist Senior u. Chef der ganzen Familie u. hat seinen Wohnsitz in Graz.
B) Freudensteiner Speciallinie; Chef: […] Graf Karl (* 1840), Herr der Herrschaft Freudenstein in Südtyrol.
II. Sekundogenitur-Majorat; 1653 errichtet, besitzt die Grafschaften Lodron (15 Dörfer mit 2400 Ew.), Castel-Romano und Zimmberg, die Herrschaften Valle di Vestino (12 Dörfer), Himmelberg u. Bieberstein, die Hofmärkte Lampoding u. Wolkersdorf u. die Schlösser S. Giovanni, Laterano u. Sta. Barbara. […]
Am Anfang der jüngeren Primogenitur-Linie steht Gerolamo Lodron (1579–1639), oben als Kämpfer gegen die Türken und Ahnherr der Trienter Linie erwähnt.
Dessen Sohn Philipp Jakob hatte mit seiner Gemahlin Victoria Collalto den Sohn Ferdinand Philipp oder Philipp Ferdinand, verheiratet mit Polyxena Waldstein. Sie hatten die Söhne Karl Wenzel (* 26. August 1682 in Nogaredo) und Franz Anton (* 25. November 1689).
Um die Nachfolge in der Primogenitur kommt es bald nach 1703 zu einem Streit. Am 31. Mai 1707 konnte Graf Philipp Ferdinand das Recht auf die Primogenitur nachweisen.

###### Der Salzburger Ast der jüngeren Primogenitur-Linie
Karl Wenzl Graf zu Lodron (* 26. August 1682 in Nogaredo; † 1735) erhielt nach seinem Vater die Primogenitur-Herrschaft. Ihm folgte sein älterer Sohn Ernst Maria Graf zu Lodron. 1779 übernahm dessen Sohn Hieronymus Maria Graf zu Lodron († 1824) – der freilich 1818 den Konkurs über sein Privatvermögen erlitt – die Leitung des Familienfideikommisses. Sein Sohn Constantin Graf zu Lodron (* 1806; † 1880) trat 1824 in die Primogenitur-Herrschaft ein. Mit diesen letzten männlichen Spross endete in Salzburg die Primogenitur-Herrschaft.
Der zweite der Genannten, Erblandmarschall Ernst Maria Joseph Johann Nepomuk Graf Lodron (* 30. Mai 1716; † 18. Februar 1779), Sohn des Karl Wenzel Grafen Lodron und der Maximiliane Gräfin von Montfort-Tettnang, ist in der Geschichte als Förderer Mozarts und mehr noch durch die Werke bekannt, die für seine zweite Frau und seine Töchter von Wolfgang Amadeus Mozart geschrieben wurden. Er war zuerst mit Johanna Gräfin von Kolowrat († 1757) verehelicht gewesen und heiratete dann die um 22 Jahre jüngere Antonia Felizitas Gräfin Arco (* 13. Oktober 1738; † 14. Dezember 1780), die ihm acht Kinder schenkte.
Auch sein Sohn Hieronymus Maria Graf Lodron hat sich in der Salzburger Kulturgeschichte – als Förderer von Wolfgang Amadeus Mozart und von Michael Haydn – einen Namen gemacht. 1787 unterstützte er mit einer Stiftung erheblich die Gründung der evangelischen Toleranzgemeinde in Fischertratten.
Der letzte männliche Spross der Primogenitur-Majoratslinie, Konstantin Graf zu Lodron-Laterano (* 18. April 1806 in Wien; † 21. Februar 1880 in Wien), betätigte sich in der Kärntner Eisenindustrie. Er baute am Kreuzbichl nächst Gmünd ein zu Ehren seiner Gemahlin Aloisia geb. Gräfin Ugarte „Aloisienhütte“ benanntes Eisenwalzwerk und baute das in Eisentratten bestehende Werk aus. 1861 wurde er Mitglied des Reichsrates. Der in Eisentratten, Krems in Kärnten erhaltene Konstantin-Hochofen aus 1861 ist nach ihm benannt, Wahrzeichen und im Ortswappen.
Er hatte die Töchter
- Marie Antoinette (* 20. November 1833 in Wien; † 25. November 1912 in Wien), verh. Podstatzky-Liechtenstein, und
- Antonie (* 20. Dezember 1839 in Wien; † 26. Mai 1893 in Radegund), verheiratet mit Carlo Gaetano Lodron (1840–1918), Sohn des Paride Giuseppe Lodron und der Ferdinanda von Bissingen-Nippenburg aus der Trienter Linie
- Luise (* 1. Oktober 1835 in Wien; † 9. Mai 1892 in Wien), verh. Gräfin von Beroldingen

###### Der Bayrische Ast der jüngeren Primogenitur-Linie

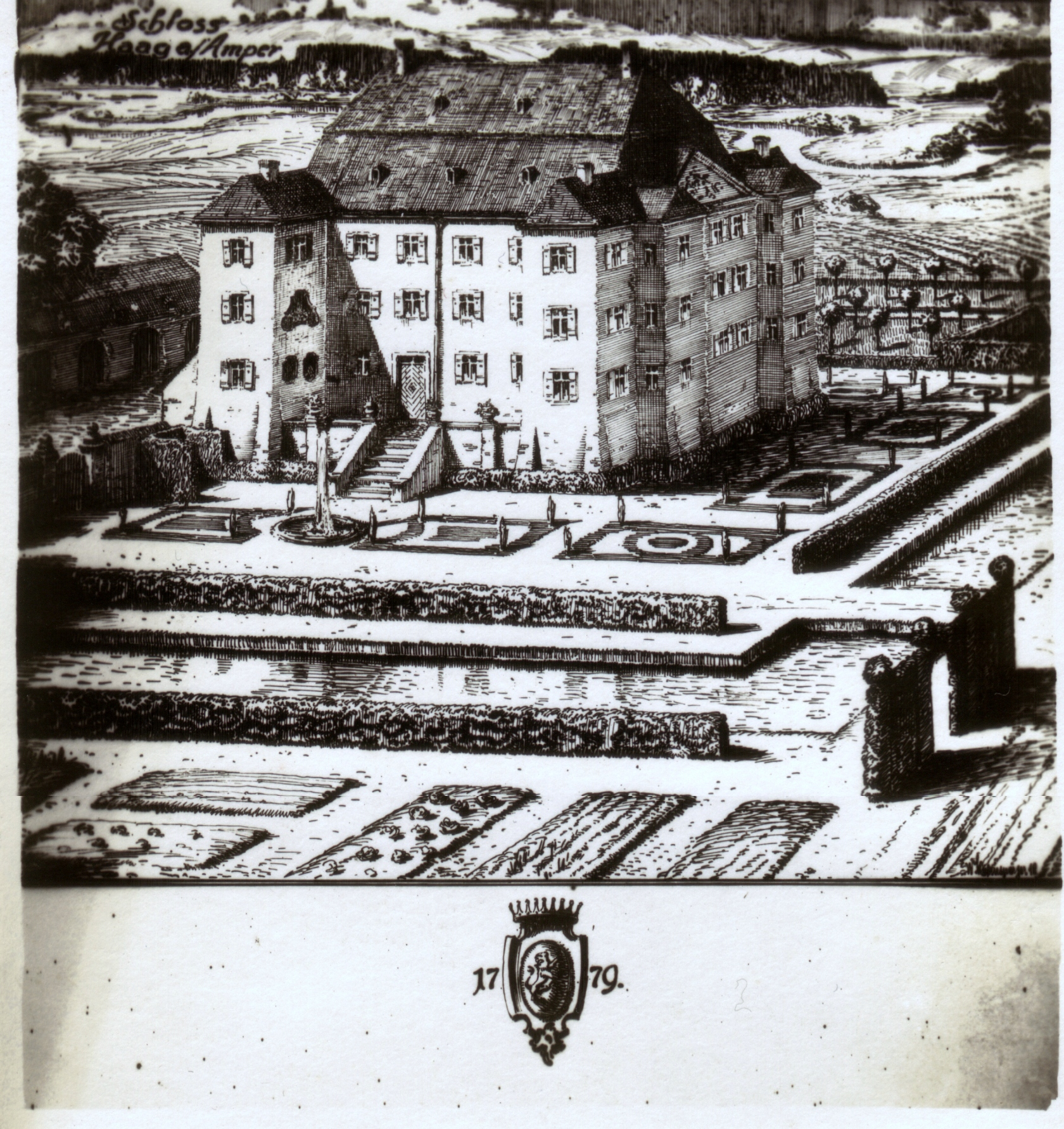
Schloss Haag (1779)

Im Jahr 1635 hatte Franz Graf Lodron (* 1596; † 8. Mai 1666 in Haag) – aus dem Trienter Zweig des Geschlechts – die Freifrau Maria von Flitzing (1606–1686), verwitwete von Stauffenberg, geheiratet. Das Haus Flitzing besaß einige Hofmarken nördlich von Freising, Schloss Haag sowie in Niederbayern Schloss Triftern, die Edelsitze Obertürken sowie Haus- und Grundbesitz in Landshut. Graf Franz Lodron baute das von den Schweden 1632 zerstörte Schloss Haag wieder auf.
Der Nachfolger war Guidobald Albrecht Graf zu Lodron († 28. November 1729), verheiratet mit einer Gräfin von Tattenbach-Rheinstein. Die Erbtochter (Maria) Anna Helene Josepha (* 26. Juli 1698; † 27. Oktober 1753) heiratete am 19. Oktober 1727 ihren Vetter Josef Anton Graf zu Lodron-Laterano zu Castelromano (* 1705; † 1775). Durch diese Heirat blieb der Name Lodron auf Haag, bis das Gut im Jahr 1828 verkauft wurde. Die letzten Nachrichten von diesem Familienzweig stammen aus dem Jahr 1885. In den weiblichen Linien setzte sich das Geschlecht z. B. über die Grafen von Seinsheim, Kwilecki (Polen) und die Freiherrn von Hoenning O' Carroll bis in die Gegenwart fort, zum Teil bürgerlich (Treitz, Accame u. a.).

#### Die Linie des Nicola
Ein Sohn Francescos I. und der Diana di Collalto war auch Nicola, verheiratet mit Beatrice di Castelbarco. Einer der Söhne aus dieser Ehe war Gerolamo Giovanni „Barbarossa“ (1526–1579), Herr der Grafschaft Lodron.

##### Gerolamo „Barbarubra“ und die jüngere Sekundogenitur-Linie
Gerolamo Giovanni „Barbarossa“ (1526–1579), hatte aus seiner Ehe mit Elena Fontanabona (1543–1607) auch den Sohn Gerolamo (Hieronymus) I. „Barbarubra“ (* 1587; † 13. August 1658), dieser war kaiserlicher Kämmerer. Er war in erster Ehe mit Giulia di Zanetti und in zweiter Ehe mit (Margaret Arco oder) Caterina di Prospero d’Arco († 1621). verheiratet. 1611 erbte er von Sigismondo Paride Lodron zu Salò u. a. die Herrschaft über die Grafschaft Lodron. Seine beiden Söhne Franz von Lodron (1614–1652) und Sebastian von Lodron (1601–1643) schlugen in Salzburg die geistliche Laufbahn ein und wurden schließlich Bischöfe von Gurk, sein Sohn Gerolamo II. von Lodron-Laterano (* um 1620; † 1657) wurde kaiserlicher Heerführer. 1639 vertraute Fürsterzbischof Paris Lodron diesem das Salzburger Truppenkontingent an, das er dem Kaiser im Dreißigjährigen Krieg stellen musste.
Ein weiterer Sohn des Gerolamo „Barbarubra“ war Nikolaus Georg. Er hatte mit seiner Gemahlin Teodora Chizzola u. a. den Sohn Sebastian Franz Paris. Sein jüngster Sohn war Ludwig Franz (* 8. September 1666), Ahnherr der jüngeren Sekundogenitur-Linie (zu dieser unten).
- Sebastian Franz Paris Graf von Lodron und Laterano hatte mit seiner Gemahlin Anna Margaret, Gräfin Khuen von Belasy, zumindest den Sohn Girolamo Giuseppe Paride (* 8. August 1694).[29]
  - Girolamo Giuseppe Paride, Conte di Lodron-Laterano-Castelromano (* 8. August 1694), hatte mit seiner Gemahlin Anna Margaret, Gräfin von Wolkenstein-Trostburg, zumindest den Sohn Nicola Sebastino (* 17. Oktober 1719).
    - Nicola Sebastino, Conte di Lodron-Laterano-Castelromano (* 17. Oktober 1719) hatte mit seiner Gemahlin Maria Anna, Gräfin von Harrach die Tochter Maria Carolina Anna (* 25. April 1756), verh. Gräfin Apponyi de Nagy-Appony.[30]

###### Die jüngere Sekundogenitur-Linie

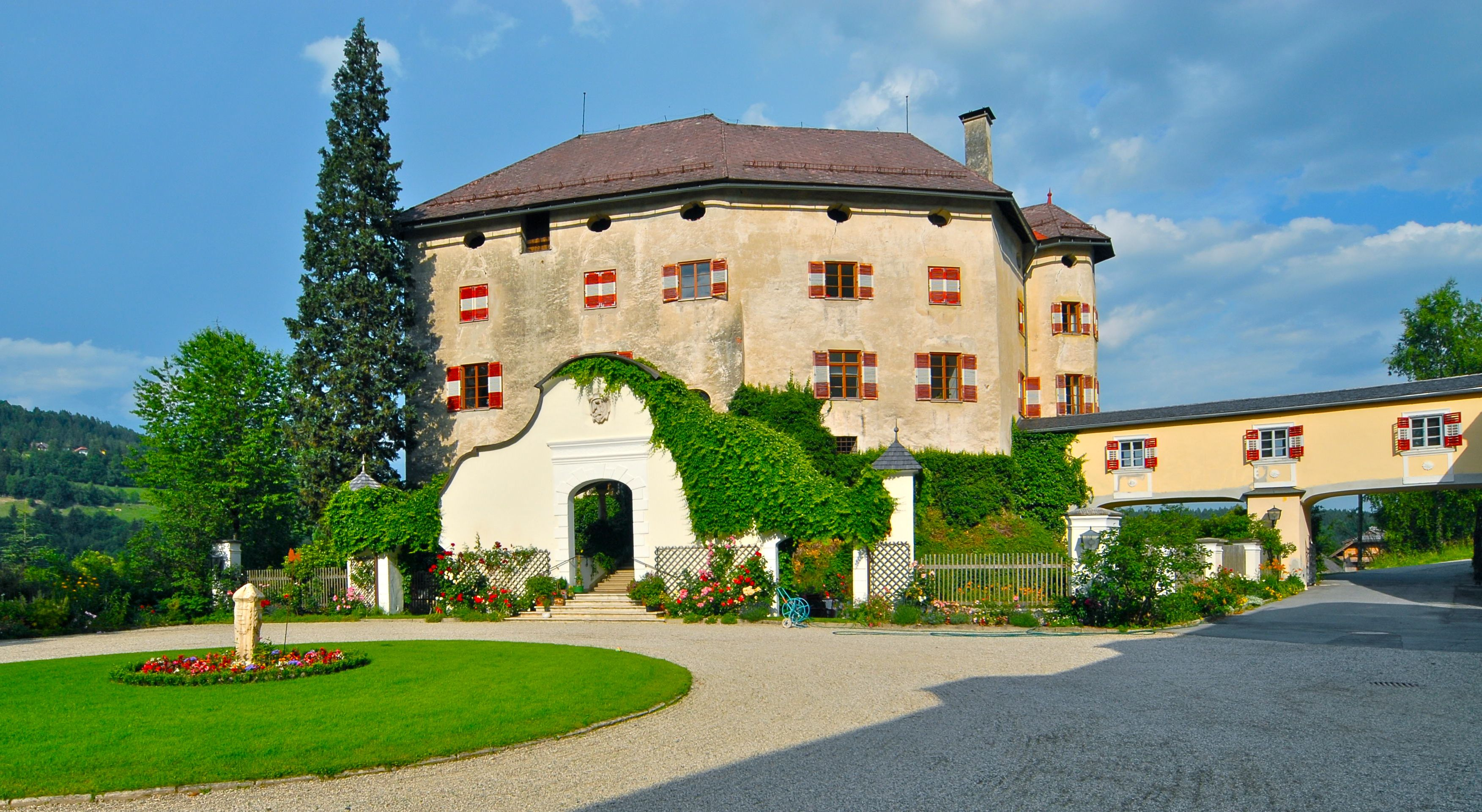
Schloss Biberstein in Himmelberg, Kärnten (seit 1662 bis heute im Besitz der Familie)

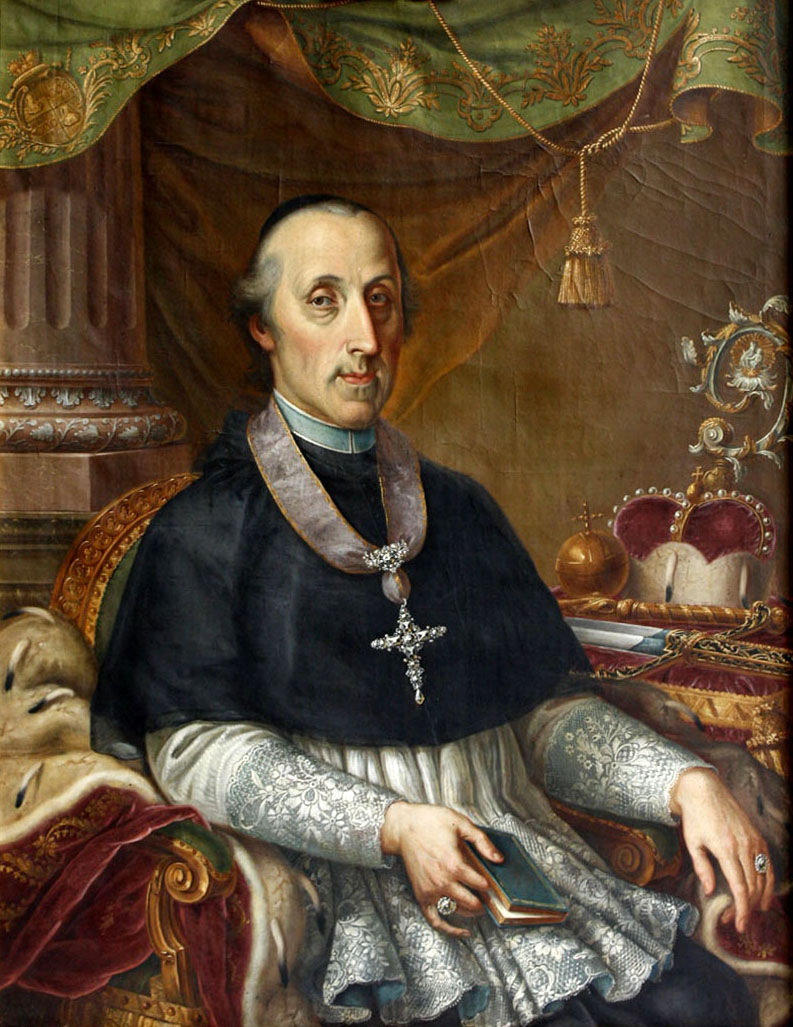
Karl Franz von Lodron (1748–1828), Fürstbischof von Brixen

1662 hatte Katharina Gräfin Lodron um 118.000 Gulden aus Mitteln des verstorbenen Fürsterzbischofs Paris Lodron das Schloss Biberstein (Kärnten) als Sitz der Sekundogenitur gekauft.
Als Ahnherr der jüngeren Sekundogenitur-Linie kann Nikolaus Georgs jüngster Sohn Ludwig Franz (* 8. September 1666) angesehen werden, der mit seiner Gemahlin Eleonore Baroness Bartholdi (* 1682) den Sohn Joseph Nikolaus (* 9. Januar 1710/11; † 5. Februar 1791) hatte.
Joseph Nikolaus hatte wiederum mit Maria Josepha Walburga geb. Gräfin Fugger von Kirchberg und Glött die Söhne Franz Josef von Lodron-Laterano und Castelromano (* 1745) – der die Linie fortsetzte – und Karl Franz (1748–1828), letzter Fürstbischof von Brixen.
Als eine Seitenlinie dieser Linie ist die von Schloss Lampoding im Rupertiwinkel zu nennen. In diesem Zusammenhang wird aus der Geschichte der Hofmark Lampoding, die zum Sekundogenitur-Fideikommiss gehörte – berichtet:
Was die Besitzerfolge der Hofmark Lampoding-Wolkersdorf betrifft, so scheint die Herrschaft ein Sebastian Franz Joseph, dann ein Hieronymus Joseph, weiter dessen Söhne Nikolaus Sebastian und Anton Karl, später des letzteren Sohn Franz Maria Joseph und von diesem Hieronymus Paris (von 1794 bis 1821) innegehabt zu haben. Von Nikolaus Sebastian Graf Lodron wissen wir, daß er sich 1766 und 1767 in Lampoding aufgehalten und auch das Schloß der Zeit entsprechend verschönert hat.
Mit dem Tod des Hieronymus Paris am 31. März 1821 erlischt die Georgische Linie. Um das Sekundogenitur-Erbe bemüht sich daraufhin mit ausführlichem Ahnennachweis und schließlich mit Erfolg Maria Alois Joseph, geboren am 31. März 1780, verheiratet mit Maria Anna Gräfin Plaz.
Maria Alois Joseph, ein Sohn des – der Ehe des Joseph Nikolaus, Graf von Lodron-Laterano (* 9. Januar 1710/11; † 5. Februar 1791) mit Maria Josepha Walburga geb. Gräfin Fugger von Kirchberg und Glött entstammenden – Grafen Franz Josef (1745–1791) von Lodron-Laterano und Castelromano.
Franz Josef Graf von Lodron-Laterano (* 25. September 1745; † 1791) war von 1790 bis zum 15. März 1791 Landeshauptmann von Tirol.
Alois (Maria Alois Joseph) Graf zu Lodron-Laterano und Castelromano (* 31. März 1780 in Innsbruck; † 1827 in Himmelberg) hatte mit seiner Frau Maria Anna von Plaz, Freiin zu Thurn, zumindest einen Sohn Karl (* 22. August 1807 Stumm im Zillertal) und einen Sohn Kaspar (* 9. April 1815).
Karl Graf zu Lodron-Laterano und Castelromano (Karl von Lodron-Laterano; * 22. August 1807 in Innsbruck, † 15. Oktober 1860 in Himmelberg) war ein österreichischer Gutsbesitzer und Politiker (* 22. August 1807 in Stumm; † 15. Oktober 1860 in Himmelberg, Kärnten), heiratete am 12. August 1835 in München Theresia Freiin von Gumppenberg (* 5. Dezember 1813 in Schwaz in Tirol; † 24. März 1849 in Himmelberg), Tochter des Franz Seraph Freiherrn von Gumppenberg und der Maria Theresia geb. Freiin von Thannberg. Sie hatten die Kinder
- Thekla (* 10. August 1836 in Innsbruck; † 31. Januar 1896 in Graz), verh. Gräfin von Attems
- Hubert Graf zu Lodron-Laterano und Castelromano (* 10. August 1845 in Himmelberg; † 25. November 1885 in Görz), heiratete am 18. Mai 1869 in Graz Gräfin Emma zu Lodron-Laterano und Castelromano (* 5. Februar 1846 Wien; † 28. November 1906 Innsbruck), Tochter des Grafen Kaspar zu Lodron-Laterano und Castelromano und der Karoline geb. Freiin von Enzenberg zum Freyen- und Jöchelsthurn und hatte mit ihr die Töchter
  - Marie (* 14. November 1873 in Graz; † 12. November 1959 in Schwaz), verh. Gräfin von Enzenberg zum Freyen- und Jöchelsthurn
  - Gabrielle Gräfin zu Lodron-Laterano (* 14. November 1880 in Meran; † 14. Juni 1964 in Schwaz, Tirol)
- Albert Graf zu Lodron-Laterano und Castelromano (* 8. Februar 1847 in Himmelberg; † 14. Februar 1914 in Graz), heiratete am 22. Februar 1887 in Temes-Monostor Angelica Gräfin Khuen von Belasy (* 6. Mai 1855 in Nustar, Syrmien; † 3. September 1918 in Graz)
  - Margarita (* 26. August 1889 in Himmelberg; † 18. März 1949 in Salzburg), verh. Gräfin von Clary und Aldringen
  - Luigi Graf zu Lodron-Laterano und Castelromano (* 18. Juli 1891 in Himmelberg; † 6. März 1969 in Klagenfurt) heiratete am 29. April 1919 in St. Peter-Freienstein Maria Mayr-Melnhof (* 2. April 1893 in Freienstein)
  - Alberich Graf zu Lodron-Laterano und Castelromano (* 11. November 1895 in Gries bei Bozen), heiratete am 12. Juli 1922 in Gmünd (Kärnten) Gräfin Maria Antoinetta zu Lodron-Laterano und Castelromano, Tochter des Grafen Paride zu Lodron-Laterano und Castelromano und der Maria geb. Gräfin Welser von Welsersheimb (* 19. März 1904 in Nogaredo; † 16. Oktober 1933 in Rovereto), die ihm vier Kinder gebar; der ältere Sohn Paris fiel im Zweiten Weltkrieg.

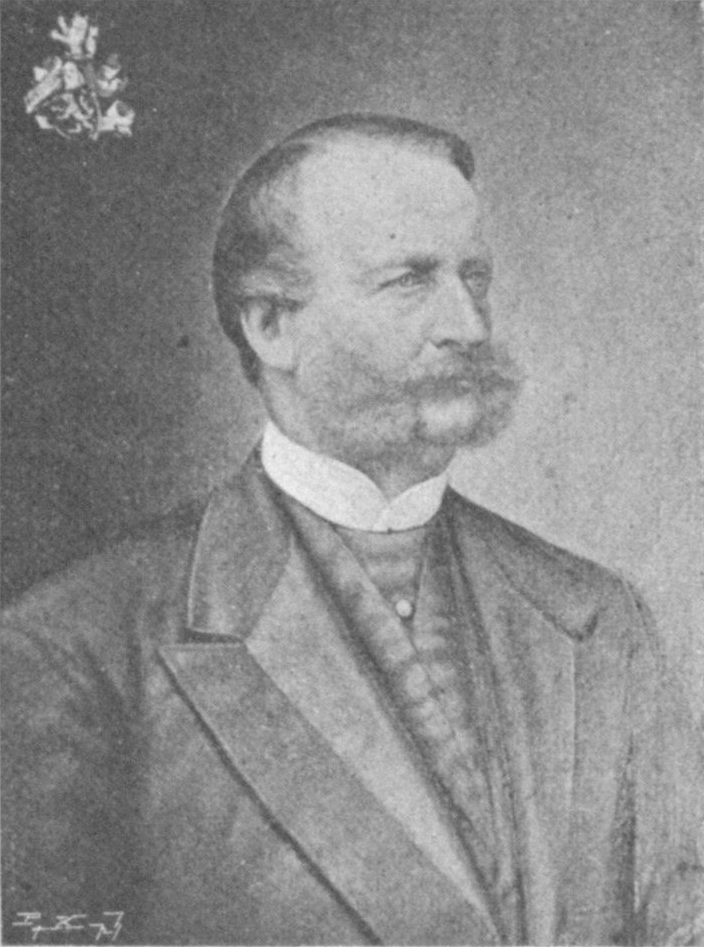
Caspar Graf zu Lodron-Laterano (1815–1895), Landespräsident von Kärnten

Caspar Graf zu Lodron-Laterano (* 9. April 1815 in Innsbruck; † 19. Juli 1895 in Innsbruck) war 1870/71 Statthalter für Tirol und Vorarlberg, 1873 bis 1880 Landespräsident von Kärnten.
Kaspar war verheiratet in erster Ehe mit Karoline geb. Freiin von Enzenberg zum Freyen- und Jöchelsthurn, in zweiter Ehe mit Ludovica Knussert.
- Der ersten Ehe entstammten die Töchter Pauline (* 17. Juli 1844) und Emma (* 5. Februar 1846, verh. mit Hubert, Graf von Lodron-Laterano und Castelromano),
- der zweiten Ehe Karl Graf zu Lodron-Laterano und Castelromano (* 15. Februar 1866), der mit Maria Gräfin von Lodron-Laterano und Castelromano verheiratet war.[34]
  - Der eben genannten Ehe entstammte Ludwig Graf zu Lodron-Laterano und Castelromano (* 8. März 1898), verheiratet mit Maria geb. Rossi von Sardagna.[34]